# نادر باقری
نادر باقری (زاده ۱۳۴۷ – درگذشته ۱۸ دی ۱۳۹۸) دروازه‌بان و مربی فوتبال اهل ایران بود.
وی سابقه بازی در تیم‌های پاس تهران، پرسپولیس و شموشک نوشهر را در کارنامه دارد. نادر باقری همراه با پرسپولیس دو بار نایب قهرمان لیگ برتر خلیج فارس شد و در سه فصلی که عضو باشگاه پرسپولیس مجموعاً ۷۵ بار برای این تیم به میدان رفت. وی بر اثر مشکلات ریوی در بیمارستان فوق تخصصی فرمانیه تهران درگذشت.